# La Cortinada
La Cortinada é uma localidade de Andorra, situada na paróquia de Ordino. Situada a 1.335 metros de altitude, sua população em junho de 2024 foi estimada em 974 habitantes.
A Igreja de Sant Martí de la Cortinada é uma construção românica do século XII, com ampliações realizadas nos séculos XVII e XVIII. Destaca-se por abrigar pinturas murais do final do século XII, atribuídas ao Mestre de la Cortinada. É uma das igrejas românicas mais visitadas da região. Também na localidade encontra-se a Cal Pal, um exemplo marcante da arquitetura vernacular andorrana. Construída no século XV e ampliada nos séculos XVI e XIX, destaca-se pelo columbário, galerias cobertas e pelas esculturas de rostos humanos nas vigas da fachada noroeste.